# Pierre Jean Jouve
Pierre Jean Jouve (11. října 1887 Arras – 8. ledna 1976 Paříž) byl francouzský básník, prozaik a kritik. Jeho dílo bylo neodvislé od dobových literárních proudů zhruba od roku 1925. Tento rok, kdy se oženil s vlastní psychoanalytičkou, znamenal radikální zlom v jeho životě i tvorbě. Jouve akceptoval psychoanalýzu jako pracovní metodu literární inspirace. Vědomou i podvědomou introspekcí dosahoval až mystického zření. Pro český kontext je důležité jeho důvěrné přátelství s podobně naladěným českým malířem Josefem Šímou, který ilustroval 6 jeho francouzských děl. V českých zemích je však Jouve znám poměrně málo. Z mnoha jeho knih jen dvě byly přeloženy do češtiny, a to na přelomu 20. a 30. let. O převody jednotlivostí z jeho komplikované poezie se pokoušeli i velcí čeští básníci, František Hrubín či Vladimír Holan.

Toť krásné! Stěna smutná ilustrace
Zpívá smrt leč ne teplé pohlaví večera
Chví se to odcházejíc nekonečně
Až v rovnovážné místo kde jsem si vždycky přál žít
Tam zeď a hořká hranice
A vůně slz a hnojiště
A tklivé dítě zachvívá se ještě jednou
Vědouc že to co bylo v břiše sladkého teď tvrdé jest
Úryvek z básně "Gravida" ze sbírky Sueur de sang (Krvavý pot), vydané roku 1933, v překladu Vladimíra Holana z roku 1937

## Dílo

### Před rokem 1925 (později básníkem zavrženo)

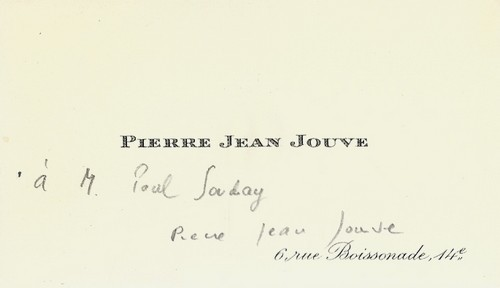
Vizitka s podpisem P. J. J.

- Albert Gleizes, Paříž, L. Linard v 7 exemplářích (1909)
- Les Muses romaines et florentines, Paříž, Léon Vannier (1910)
- Les Ordres qui changent, Paříž, Eugène Figuière (1911)
- La Rencontre dans le carrefour, Paříž, Eugène Figuière (1911)
- Les aéroplanes, Paříž, Eugène Figuière (1911)
- Présences, Paříž, Georges Crès (1912)
- Les deux forces, pièce de théâtre en quatre actes, Paříž, Éditions de l'Effort libre (1913)
- Parler, Paříž, Georges Crès (1913)
- Vous êtes des Hommes, Paříž, Éditions de la Nouvelle Revue Française (1915)
- Poème contre le grand crime, Ženeva, Éditions de la Revue Demain (1916)
- Danse des Morts, Ženeva, Édition des Tablettes (1917) a La Chaux-de-Fonds, Action sociale (1918)
- A la Révolution russe, sborník, Ženeva, Éditions de la Revue Demain (1918)
- Hôtel-Dieu, récits d'Hôpital en 1915, s 25 dřevoryty Franse Masereela, Ženeva, 1918); Paříž, Librairie Ollendorff (1919).
- Le défaitisme contre l'homme libre, La Chaux-de-Fonds, Action sociale (1918)
- Heures, Livre de la Nuit, Ženeva, Éditions du Sablier (1919)
- Heures, Livre de la Grâce, Ženeva, Librairie Kundig (1920)
- Les Poètes contre la Guerre, sborník (mj. Romain Rolland, Georges Duhamel, Charles Vildrac, dřevoryt Franse Masereela), Ženeva, Éditions du Sablier,(1920).
- Romain Rolland vivant, 1914-1919, Paříž, Librairie Ollendorff(1920)
- Toscanes, Ženeva, Librairie Kundig (1921)
- Tragiques suivi de Voyage sentimental, Paříž, Stock (1922)
- Prière, portrét básníka od Franse Masereela, Paříž, Stock (1924)

### Od roku 1925
- Paulina 1880, Paříž, Éditions de la Nouvelle Revue française (1925)
- Mystérieuses Noces, Stock (1925)
- Nouvelles Noces, Paříž, Éditions de la Nouvelle Revue française (1926), s portrétem od Josefa Šímy
- Le Monde désert, Paříž, Éditions de la Nouvelle Revue française (1927)
- Beau Regard, Paříž, Au Sans Pareil (1927) (se třemi suchými jehlami Josefa Šímy)
- Noces, Paříž, Au Sans Pareil, (1928) (reprend Mystérieuse Noces et Nouvelles Noces)
- Hécate, Paříž, Éditions de la Nouvelle Revue française (1928)
- Paradis perdu, Paříž, Grasset, (1929), 2. vyd. 1939 (s lepty Josefa Šímy)
- Symphonie à Dieu, Paříž, Éditions de la Nouvelle Revue française (1930) (s frontispisem Josefa Šímy)
- Vagadu, Paříž, Éditions de la Nouvelle Revue française (1931)
- Œuvres poétiques: Les Noces (Noces et Symphonie à Dieu), Éditions de la Nouvelle Revue française(1931)
- Histoires sanglantes, Paříž, Éditions de la Nouvelle Revue française (1932)
- Sueur de Sang, Paříž, Cahiers libres (1933) (s grafikou André Massona a úvodem "Inconscient, Spiritualité et Catastrophe")
- Sueur de Sang, rozšířené vydání, Paříž, Cahiers Libres (1934)
- Œuvres poétiques, Sueur de Sang, další, pozměněné vydání, Paříž, Éditions de la Nouvelle Revue française (1935)
- La Scène capitale, Paříž, Éditions de la Nouvelle Revue française (1935)
- Hélène, Paříž, GLM (1936)
- Urne, Paříž, GLM, (1936) (s kresbou od Balthuse)
- Œuvres poétiques, Matière céleste, Paříž, Éditions de la Nouvelle Revue française (1937), obsahuje Hélène a Urne
- Paradis perdu, 2. vydání, Paříž, GLM (1938) (s 12 lepty Josefa Šímy)
- Kyrie, s ilustračním doprovodem Josefa Šímy, Paříž, GLM (1938)
- Œuvres poétiques, Kyrie, Paříž, Éditions de la Nouvelle Revue française (1938)
- Ode au Peuple - 1939, Paříž, GLM (1939)
- Résurrection des Morts, Paříž, GLM (1939)
- A la France - 1939, Poème, Nouvelle Revue Française, 1er février (1940)
- Gloire, Édition hors commerce, Dijon (1940)
- Porche à la Nuit des Saints, Neuchâtel, Ides et Calendes (1941)
- Le Don Juan de Mozart, Librairie universitaire de Fribourg - LUF, Egloff (1942)
- Vers majeurs, Librairie universitaire de Fribourg - LUF, Egloff (1942)
- Tombeau de Baudelaire, Neuchâtel, La Baconnière (1942)
- Gloire, Alger, collection "Fontaine" dirigée par Max-Pol Fouchet, Edmond Charlot éditeur (1942)
- Défense et Illustration, Neuchâtel, Ides et Calendes (1943) (obsahuje Tombeau de Baudelaire)
- Les Témoins: Poèmes choisis de 1930 à 1942, Neuchâtel, Les Cahiers du Rhône, La Baconnière (1943)
- Le Bois des Pauvres, Librairie Universitaire de Fribourg - LUF, Egloff (1943)
- La Vierge de Paris, Librairie Universitaire de Fribourg - LUF, Egloff (1944)
- Gloire 1940, Librairie Universitaire de Fribourg - LUF, Egloff (1944) (souborné vyd. Gloire a Porche à la Nuit des Saints)
- Processionnal de la Force anglaise, Librairie universitaire de Fribourg - LUF, Egloff (1944)
- L'Homme du 18 juin, Librairie universitaire de Fribourg - LUF, Egloff (1945)
- A une Soie, Librairie universitaire de Fribourg - LUF, Egloff (1945)
- La Louange, Librairie universitaire de Fribourg - LUF, Egloff (1945)
- La Vierge de Paris, Paříž, Librairie universelle de France - LUF, Egloff (1946) (obsahuje Gloire 1940, Vers majeurs a La Vierge de Paris); znovu Mercure de France, 1957.
- Défense et Illustration, Alger, Edmond Charlot, nouvelle édition (1946)
- Le Quartier de Meryon (1946)
- Hymne, Paříž, Librairie universelle de France - LUF, Egloff (1947)
- Aventure de Catherine Crachat, Paříž, Librairie universelle de France - LUF, Egloff (1947) (reedice Hécate a Vagadu)
- Histoires sanglantes, Paříž, Librairie universelle de France - LUF, Egloff (1948) (reedice Histoires sanglantes a La Scène capitale)
- Génie, GLM, Paříž, 1948.
- Œuvres poétiques: Diadème, Paříž, Les Éditions de Minuit (1949)
- Commentaires, Neuchâtel, La Baconnière (1950)
- Ode, Paříž, Éditions de Minuit (1950)
- Langue, Éditions de l'Arche, se třemi litografiemi (Balthus, André Masson, Josef Šíma (1952); reedice Paříž, Mercure de France (1954)
- Wozzeck ou le nouvel Opéra, Librairie Plon (1953) (avec Michel Fano)
- En Miroir, Paříž, Mercure de France (1954)
- Lyrique, Paříž, Mercure de France (1956)
- Mélodrame, Paříž, Mercure de France (1957)
- Invention, Paříž, Mercure de France (1959)
- Proses, Paříž, Mercure de France (1960)
- Moires, Paříž, Mercure de France (1962)
- Ténèbre, Paříž, Mercure de France (1965)

## Ceny a vyznamenání
- 1950: Velká cena Francouzské akademie za sbírku Diadème
- 1951: Rytíř Řádu čestné legie
- 1958: Důstojník Řádu češtné legie
- 1962: Národní cena za literaturu
- 1962: Komandér Řádu čestné legie
- 1966: Velká cena Francouzské akademie za celoživotní dílo

## Filmografie a dokumenty
- Paulina 1880 (1972), filmová adaptace Jeana-Louise Bertuccelliho Hrají: Romolo Valli, Michel Bouquet, Maximilian Schell, Olga Karlatosová, Eliana De Santisová, Sami Frey aj.
- Le Monde désert (1985), televizní adaptace Pierra Beuchota a Jeana-Pierra Kremera.
- Pierre Jean Jouve, dokumentární film režiséra Pierra Beuchota (1989, 26 min).
- Aventure de Catherine C, 1990, filmová adaptace Hécate a Vagadu režiséra Pierra Beuchota. Hrají: Fanny Ardantová, Hanna Schygullová, Robin Renucci aj.
- Robert Kopp a Olivier Mille, Pierre Jean Jouve, dokumentární film ze série Un siècle d'écrivains, France 3, 1996. Režie Bernard Rapp.

#### O Jouvovi od jeho současníků
- Balthus, Correspondance amoureuse avec Antoinette de Watteville 1928-1937, Buchet-Chastel, 2001
- Henry Bauchau, La Déchirure, Paříž, Gallimard, 1966: Bruxelles, Labor, 1986 a 1998.
- Henry Bauchau, La grande Muraille, Journal de la Déchirure (1960-1965), Arles, Actes Sud, 2005.
- Henry Bauchau, Pierre et Blanche — Souvenirs sur Pierre Jean Jouve et Blanche Reverchon, ed. Anouck Cape, Actes Sud, 2012.
- Albert Béguin, Quatre de nos poètes, Alger, revue Fontaine, juin 1942, reedice in Création et destinée II - La Réalité du rêve, editor Pierre Grotzer, předmluva Marcel Raymond, Paříž, Seuil, 1974.
- Yves Bonnefoy, chapitre « Pierre Jean Jouve » de L’Écharpe rouge, Mercure de France, 2016.
- Gabriel Bounoure, Pierre Jean Jouve entre abîme et sommets, Fata Morgana, 1989, s korespondencí Pierra Jeana Jouva et Gabriela Bounoura.
- Joë Bousquet, Lumière, infranchissable pourriture et autres essais sur Jouve, Fata Morgana, 1987.
- Martine Broda, Jouve, Lausanne, L'Âge d'Homme, 1981.
- Balthus sous la direction de Jean Clair, Flammarion, 2008.
- Georges-Emmanuel Clancier, Panorama critique de Rimbaud au Surréalisme, Paříž, Seghers, 1953.
- André Delons, Au Carrefour du grand Jeu et du Surréalisme, kritické texty, ed. Odette et Alain Virmaux, Rougerie, 1988.
- Pierre Emmanuel, Qui est cet Homme, Paříž, Librairie Universelle de France, LUF, 1947.
- Max-Pol Fouchet, Les Poètes de la Revue Fontaine, Paříž, Poésie 1, No 55-61, září-listopad 1978.
- Sigmund Freud, Trois essais sur la théorie de la sexualité, éditions de la Nouvelle Revue française, Documents bleus No 1, 1923, překlad B. Reverchon-Jouve,spolu s Bernardem Groethuysenem; reedice: Gallimard, 1962; Collection Idées, 1971.
- Léon-Gabriel Gros, Poètes contemporains, Les Cahiers du Sud, 1944.
- Pierre Klossowski, Tableaux vivants, Paříž, Le Promeneur, 2001.
- Robert Kopp et Dominique de Roux : Pierre Jean Jouve, Cahiers de l'Herne, 1972. Texty od: Jean Starobinski, Giuseppe Ungaretti, Pierre Emmanuel, Yves Bonnefoy, André Pieyre de Mandiargues, Jules Romains, Jean Paulhan, Rainer Maria Rilke, Freud, Heinrich Mann, Valery Larbaud, Roger Martin du Gard, Max Jacob, André Gide, René Char, Gaston Bachelard, S. Corinna Bille, Henri Bauchau, Jules Roy, Jean Cassou, Michel Fano, Jean Amrouche, Martine Broda, François Lallier, René Micha, Dominique de Roux, Christiane Blot-Labarrère, Robert Abirached, Marcel Raymond, Pierre Klossowski, Denis Roche.
- Daniel Leuwers, Jouve avant Jouve ou la naissance d'un poète, Paříž, Klincksieck, 1984.
- Daniel Leuwers, Pierre Jean Jouve, revue Europe No 543-544, La Poésie et la Résistance, červenec-srpen 1974.
- René Micha, L'Œuvre de Pierre Jean Jouve, Brusel, Les Cahiers du Journal des poètes, 1940.
- René Micha, Pierre Jean Jouve, Paříž, Poètes d'Aujourd'hui, Seghers, 1956.
- Louis Parrot, L'Intelligence en Guerre, Paříž, La jeune Parque, 1945; reedice: Paříž, Le Castor astral, 1990.
- Jean Paulhan a Dominique Aury, La Patrie se fait tous les Jours, textes français 1939-1945, Paříž, Éditions de Minuit, 1947.
- Marcel Raymond, De Baudelaire au Surréalisme - Essai sur le Mouvement poétique contemporain, Paříž, Éditions Corréa, 1933; reedice Paříž, José Corti,1940.
- Pierre Seghers, La Résistance et ses poètes, Paříž, Seghers, 1974, reedice 2004.
- Jean Starobinski, Paul Alexandre, Marc Eigeldinger : Pierre Jean Jouve poète et romancier, Neuchâtel, A la Baconnière, 1946.
- Jean Starobinski, La Douce Visiteuse. Pages retrouvées et textes inédits de Pierre Jean Jouve, La Nouvelle Revue française N° 417, Paříž, 1. října 1987.
- Jean Starobinski, La Poésie et la Guerre - Chroniques 1942-1944, Carouge-Ženeva, Mini Zoe, 1999.
- Jean Starobinski, section « Pierre Jean Jouve » de La Beauté du monde — La littérature et les arts, ed. Martin Rueff, Collection "Quarto", Gallimard, 2016.

#### Sborníky
- Pierre Jean Jouve, Les Cahiers du Sud N° 182, Marseille, avril 1936, avec des articles de Joë Bousquet, Robert Guiette a Roger Bastide.
- De la poésie comme exercice spirituel, Revue Fontaine N° 19-20, Alger, mars-avril 1942, rééd. Paříž, Le Cherche midi, 1978. Předmluva Max-Pol Fouchet.
- Pierre Jean Jouve, La Nouvelle Revue française Paříž, 1er mars 1968. Příspěvky od: Giuseppe Ungaretti, Jean Starobinski, Jean Cassou, Henry Amer, René Micha, André Marissel, Dominique Noguez.
- Pierre Jean Jouve et l'Italie, une rencontre passionnée, ed. Wanda Rupolo, Řím 2007, Edizioni di Storia et Letteratura. Příspěvky od: Mario Luzi, André Orsini, Nelo Risi, Dianella Selvatico Estense, Christiane Blot-Labarrère.

#### Studie
- Christiane Blot-Labarrère, Relation de la faute de l'éros et de la mort dans l'œuvre romanesque de Pierre Jean Jouve, Aix-en-Provence, La Pensée universitaire, 1961.
- Béatrice Bonhomme, Jeux de la psychanalyse - initiation, images de la femme dans l'écriture jouvienne, Paříž, Archives des lettres modernes, 1994.
- Béatrice Bonhomme, Pierre Jean Jouve ou la quête intérieure, Paříž, Éditions Aden, 2008.
- Dorothée Catoen-Cooche, Pierre Jean Jouve — Transtextualié biblique et religion dans l'œuvre romanesque, L'Harmattan, 2016.
- Benoît Conort, Pierre Jean Jouve - Mourir en poésie, Villeneuve-d'Ascq, Presses universitaires du Septentrion, 2002
- Jacques Darras, sections 5 et 6 de Je sors enfin du Bois de la Gruerie, Arfuyen, 2014.
- Jacques Darras, chapitre « Jouve après Jouve » de La Transfiguration d'Anvers, Arfuyen, 2015.
- Jean Decottignies, Pierre Jean Jouve romancier ou l'expérience de l'abîme, Paříž, José Corti, 1994.
- Laure Himy-Piéri, Pierre Jean Jouve — La modernité et ses possibles, Classiques Garnier, 2014.
- Adrien Le Bihan, Le Général et son double. De Gaulle écrivain, Flammarion, 1996. Viz též: Pierre Jean Jouve et De Gaulle, Esprit, listopad 1990.
- Adrien Le Bihan, De Gaulle écrivain (un chapitre traite des rapports entre Charles de Gaulle et Pierre Jean Jouve), Fayard/Pluriel, 2010 (ISBN 9782818500699).
- Jean-Paul Louis-Lambert, Les Stigmates de Lisbé — Une fiction détective dont Pierre Jean Jouve est le héros, Paříž, Les Belles Lettres, 2017 (ISBN 9782251446936)
- Alain Marc, Écrire le cri (Sade, Jouve, Bataille, Maïakovski, Mansour, Giauque, Venaille, Laâbi, Calaferte, Noël, Guyotat…), předmluva Pierre Bourgeade, l’Écarlate, 2000 (ISBN 9782910142049).
- Alain Paire, Chronique des Cahiers du Sud 1914-1966, Paříž, IMEC éditions, 1993.
- Muriel Pic, Pierre Jean Jouve. Le désir monstre, Paříž, Le Félin, 2006.
- Lauriane Sable, Pierre Jean Jouve, une poétique du secret, Étude de Paulina 1880, L'Harmattan, prosinec 2008.
- Suzanne Sanzenbach, Les Romans de Pierre Jean Jouve, Vrin, Paříž, 1972.
- Pierre Silvain, Passage de la morte - Pierre Jean Jouve, L'Escampette Éditions - Essai, 2007.
- Élisabeth Roudinesco, Histoire de la psychanalyse en France.2., Paříž, Seuil, 1986.
- Franck Venaille, Jouve l'Homme grave, Paříž, jeanmichelplace/poésie, 2004.

#### Revue
- Bousquet Jouve Reverdy, Colloque Poésie-Cerisy, eds. Charles Bachat, Daniel Leuwers, Étienne-Alain Hubert, revue Sud, Marseille, 1981.
- Série Pierre Jean Jouve La Revue des Lettres modernes, Paříž-Caen, éditée de 1981 à 1987 par Daniel Leuwers, et depuis 1987, par Christiane Blot-Labarrère. Jouve 3, Jouve et ses curiosités esthétiques 1, 1998. Jouve 4, Jouve et ses curiosités esthétiques 2, 1992. Jouve 5, Jouve et les jeux de l’Écriture1, 1994. Jouve 6, Jouve et les jeux de l’Écriture 2, 2001. Jouve 8, Modernité de Jouve, 2006.
- Pierre Jean Jouve, revue nord' No 16, Lille, prosinec 1990.
- Jouve, revue l'Autre, Paříž, 1992, eds. François Xavier Jaujard a Robert Bensimon.
- Pierre Jean Jouve, sous la direction de Christiane Blot-Labarrère et Béatrice Bonhomme, Actes du colloque international Pierre Jean Jouve, Université de Nice, 24-26 listopad 1994, Arras, Éditions Roman 20/50, 1996.
- Jouve poète, romancier, critique, Colloque de la Fondation Hugot du Collège de France réuni par Yves Bonnefoy. Ed. Odile Bombarde, Lachenal et Ritter, 1995.
- L'Unanimisme et l'Abbaye, revue in'hui, Brusel-Paříž, 1996, Le Cri et Jacques Darras.
- Relecture de Pierre Jean Jouve, Nice, revue NU(e), ed. Béatrice Bonhomme, Hervé Bosio, Giovanni Dotoli, François Lallier. (1) No 28, 2003, rozhovor s Yvesem Bonnefoy. (2) No 30, 2005, rozhovor se Salahem Stétiém.
- Pierre Jean Jouve, revue Europe No 907-908, listopad 2004.
- Pierre Jean Jouve et Henry Bauchau : les voix de l'altérité, eds. Myriam Watthee-Delmotte et Jacques Poirier, Éditions Universitaires de Dijon, 2006.
- Pierre Jean Jouve – Voyage au bout de la psyché, L'Atelier du Roman No 56, eds. Philippe Raymond-Thimonga a Lakis Proguidis, éditions Flammarion et Boréal, prosinec 2008.
- Jouve, poète européen, Cahiers Pierre Jean Jouve, No 1, ed. Béatrice Bonhomme a Jean-Yves Masson, Éditions Calliopées, 2009. Actes des Colloques "Jouve" de la Sorbonne (2006) et Saorge (2007).
- Intégrités et transgressions de Pierre Jean Jouve, Cahiers Pierre Jean Jouve, No 2, ed. Béatrice Bonhomme, Éditions Calliopées, 2010. Actes du Colloque Relectures de Pierre Jean Jouve, Cerisy (srpen 2007).
- Pierre Jean Jouve — Vivre et écrire l'entre-deux, Cahiers Pierre Jean Jouve, No 3, ed. Dorothée Catoen-Cooche, Éditions Calliopées, 2015. Actes du Colloque d'Arras (březen 2012).

## Jouve česky
- Paulina 1880, Praha: Otakar Štorch-Marien, 1928. Románová knihovna Aventina (č. 46). Překlad: Olga Stašková.
- Hekaté, Praha: Spolek výtvarných umělců Mánes, 1932. Překlad: Růžena Thonová. Obálka: František Muzika.
- František Hrubín, Láhev v řece, výběr z básní Roberta Desnose, Pierra Emmanuela, Pierra Jeana Jouva, Jacquesa Préverta a Julesa Superviella. Moravská Ostrava: Josef Lukasík, 1948. [Z Jouva 2 básně: „Černá žena“ a „Jelen noci“ s. 30-31)].
- Vladimír Holan, Spisy 12, Překlady II (Francouzská poezie). Praha: Paseka, 2009. [Z Jouva 4 básně: "Gravida", "Na svahu", "Stínová ústa", "Nada" (s. 549-552)].